# Df (Unix)
df (anglická zkratka z disk free) je standardní UN*Xový
program na zobrazení volného místa na systémech souborů, ke kterým má uživatel patřičná přístupová práva. Jedná se o program pro příkazovou řádku, výsledek je vypisován na standardní výstup. df je obvykle implementováno pomocí souboru ‚/etc/mtab‘ nebo využitím statfs.

## Historie
df se poprvé objevilo v AT&T UNIXu verze 1.

## Použití
Podle Single UNIX Specification může být df volán s následující syntaxí:
```
$ df [-k] [-P|-t] [-del] [file …]
```

- -k :při výpisu volného místa se jako jednotky použijí kibibajty.
- -P : výpis bude odpovídat přesně popsanému, standardnímu formátu
- -t :(povinné pouze pokud chce implementace odpovídat i požadavkům XSI) ve výpisu se zobrazí i zabrané místo
- file : Vypíše statistiku pouze pro systém souborů obsahující soubor file. Není-li tento parametr zadán, vypíše statistiku pro všechny připojené systémy souborů.

## Specifikace
Single UNIX Specification (SUS) vyžaduje, aby základní jednotkou při výpisu volného místa byly bloky o 512 bajtech, a pro každý souborový systém bylo vypsáno alespoň jeho jméno a množství volného místa.
Použití 512 bajtů jako základní jednotky má historické důvody a zároveň zachovává kompatibilitu s ostatními podobnými nástroji, například s ls. Neznamená to, že by bylo vyžadováno, aby systém souborů používal bloky o velikosti 512 bajtů.
Pokud je použit přepínač -P, pak se pro každý popisovaný souborový systém musí vypsat
řádka formátovaná následovně:
<jméno> <celkové místo> <použité místo> <volné místo> <procentuálně zabráno> <zakořenění>
jednotlivé položky této řádky jsou:
- <jméno>

jméno systému souborů (konkrétní formát je ponechán na implementaci)
- <celkové místo>

Celkové množství místa na systému souborů v násobcích 512 bajtů. Přesný význam je nechán na implementaci, ale mělo by zahrnovat <použité místo> i <volné místo> a navíc i místo běžně uživatelům nepřístupné
- <použité místo>

Celkové množství místa zabraného existujícími soubory v násobcích 512 bajtů.
- <volné místo>

Množství volného místa, které je k disposici pro vytváření souborů neprivilegovanými uživateli v násobcích 512 bajtů. Pokud je tato hodnota nula nebo méně, nemělo by být možné vytvořit v daném systému souborů nový soubor, dokud nebude něco smazáno, nebo pokud nemá uživatel zvláštní privilegia. Tato hodnota může být i záporná.
- <procentuálně použito>

Podíl volného místa vzhledem k celkovému množství místa, které je k dispozici běžným uživatelům. Mělo by být výsledkem výpočtu
- <použité místo> / (<použité místo> + <volné místo>)

vyjádřeného celočíselně v procentech (případné zaokrouhlování se provádí nahoru). Pokud je <volné místo> méně než nula, může být toto číslo více než 100.
- <zakořenění>

Adresář, kde je souborový systém připojen.

## Příklad
```
$ 
df
 
-k

Filesystem    1024-blocks      Free %Used    Iused %Iused Mounted on

/dev/hd4            32768     16016   52%     2271    14% /

/dev/hd2          4587520   1889420   59%    37791     4% /usr

/dev/hd9var         65536     12032   82%      518     4% /var

/dev/hd3           819200    637832   23%     1829     1% /tmp

/dev/hd1           524288    395848   25%      421     1% /home

/proc                   -         -    -         -     -  /proc

/dev/hd10opt        65536     26004   61%      654     4% /opt

```